# 출입국관리
출입국관리(出入國管理)는 국경이나 공항, 항구 등 사람이 다른 국가 사이를 넘나드는 경우 해당 국가 (정부)가 출입국을 관리 · 정보 파악하는 것을 말한다. 물품의 출입은 수하물 검사 등이 출입국 검사에 의해 이루어지는데, 무역 등 물품의 출입만을 목적으로 하는 경우 "출입국"이라고 하지 않고 "수출입"이라고 한다.

## 역사
주들과 통치자들은 항상 그들의 영토에 누가 들어오거나 남아 있는지를 결정하는 능력을 그들의 주권에 대한 핵심 시험으로 여겼지만, 제1차 세계대전 이전에는 국경 통제를 산발적으로만 실행했을 뿐이었다.
예를 들어 중세 유럽에서는 경쟁국들과 힘의 중심국들 사이의 경계가 대체로 상징적이거나 혹은 불변한 국경지대인 '마치'와 '분쟁할 수 있는 땅'으로 이루어져 있었으며, 실제의 '경계'는 도시와 도시를 둘러싸고 있는 요새화된 벽들로 이루어져 있었는데, 여기서 당국은 당신을 배제할 수 있었다.부랑자, 거지, '주변하는 가난뱅이'부터 '주인 없는 여자', 나환자, 집시, 유태인까지 문 앞에 있는 탐탁치 않거나 양립할 수 없는 사람들이다. 
근대적 의미에서의 국경통제에 필요한 여권과 같은 여행문서의 개념은 그의 신하들이 외국 땅에서 그들이 누구였는지를 증명하는 데 도움을 주기 위한 수단으로서 영국의 헨리 5세 시대까지 거슬러 올라간다. 이 문서들에 대한 가장 이른 언급은 1414년 의회법에서 찾아볼 수 있다. 
1540년 영국에서 여행문서를 허가하는 것이 영국 추밀원(Privy Council of England)의 역할이 되었고, 이때쯤 여권(Passport)이라는 용어가 사용되었다. 1794년에 영국 여권을 발급하는 것은 국무부의 일이 되었다. 아우크스부르크의 1548년 제국주의 의회에서 대중은 영구적인 망명 위험을 무릅쓰고 여행을 위한 제국주의 문서를 보유할 것을 요구하였다.
제1차 세계 대전 동안, 유럽 정부들은 보안상의 이유로 국경에 여권 요건을 도입했고, 유용한 기술을 가진 사람들의 이주를 통제했다. 이러한 통제는 전쟁 후에도 그대로 유지되어, 논란의 여지가 있기는 하지만, 절차가 표준이 되었다. 1920년대의 영국 관광객들은 특히 첨부된 사진과 신체적 설명에 대해 불평했는데, 그들은 이것이 "끔찍한 인간화"로 이어진다고 생각했다.
근대 국가가 특정 집단의 진입을 제한하기 위해 국경 통제를 시행하려는 가장 초기의 체계적인 시도 중 하나는 1882년 미국의 중국인 배척법(중국어: 1882年美国排华法案)이었다. 이 법은 동아시아에 대한 차별적 이민 통제를 시행하기 위한 것이다. 엄격하고 인종차별적인 국경 통제 정책은 중국인들뿐만 아니라 약 30년 동안 지속된 백인들과 다른 인종들에게도 부정적인 영향을 미쳤다. 이 법의 결과로 미국 경제는 큰 손실을 입었다. 이 법은 중국 노동자들이 종사하는 직업이 대부분 보잘것없는 직업이었기 때문에 중국 노동자들에게 불공평하고 부당한 대우를 하는 징조였다. 
1885년 중국 이민법(중국어: 1885年華人移民法案)을 통해 캐나다에서도 이와 유사한 차별적 국경 통제가 취해져 이른바 중국 헤드 세금(중국어: 人頭稅)이라고 불리게 되었다. 20세기 동안의 탈 식민지화는 세계 남부의 국가들로부터의 대량 이민의 출현을 목격했고, 따라서 전 식민지 점령자들이 더 엄격한 국경 통제를 도입하도록 이끌었다. 
영국에서는 이러한 과정이 단계적으로 이루어졌고, 영국 국적법이 결국 모든 영연방 시민을 영국인으로 인정하는 것에서 영국 시민, 현대 영국 주체, 영국 해외 시민, 해외 국적을 구분하는 오늘날의 복잡한 영국 국적법으로 전환되었다.국경 통제와 상태 비저장(statelessness) 완화의 필요성의 균형을 맞추기 위한 시도로 인해 생성된 및ard 범주. 20세기 국경통제의 이런 측면은 논란의 여지가 있는 것으로 입증되었다. 1981년 영국 국적법은 전문가와 유엔 인종차별철폐위원회로부터 비난을 받아왔다. 그것이 만든 영국 국적의 다른 계급은 사실 그들의 소유자들의 인종적 기원과 밀접한 관련이 있다는 근거에 있다.
예를 들어 (영국 시민권보다 특권이 적은) 영국 국적(해외)(중국어: 英國國民（海外)) 지위의 창출은 영국이 그들에게 진 "도덕적 부채"에 비추어 영국 시민권이 더 적절했을 것이라고 느낀 많은 홍콩 주민들의 비판에 부딪혔다. 일부 영국 정치인과 잡지들은 또한 BN(O) 지위의 창설을 비판하였다.
출입국관리는 제1차 세계 대전까지 우발적으로만 구현되었다.

## 같이 보기
- 출입국관리법
- 입국신고서
- 출국신고서
- 공항의 보안